# كامبريدج (نيو برونزويك)
كامبريدج (بالإنجليزية: Cambridge-Narrows)‏ هي قرية تقع في كندا في نيو برونزويك. يقدر عدد سكانها بـ 717 نسمة .

## أعلام
- أرشيبالد هاريسون